# Passiflora foetida
Passiflora foetida L. – gatunek rośliny z rodziny męczennicowatych (Passifloraceae Juss. ex Kunth in Humb.). Występuje naturalnie w strefach międzyzwrotnikowej i podzwrotnikowej obu Ameryk. Ponadto jest uprawiany w strefach międzyzwrotnikowej i podzwrotnikowej całego świata.

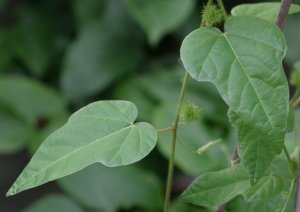
Liście

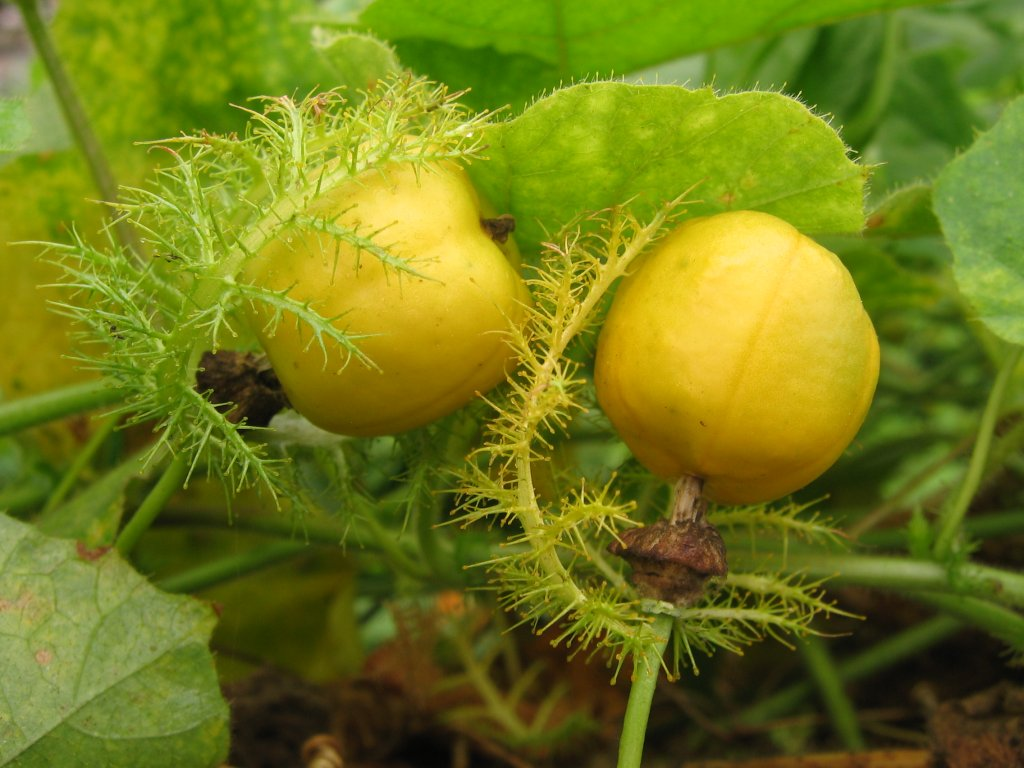
Owoce

## Etymologia
Epitet gatunkowy foetida pochodzi z języka łacińskiego i oznacza „śmierdzący”. Nazwa ta odnosi się do nieprzyjemnego zapachu, który wydziela się z uszkodzonych liści.

## Rozmieszczenie geograficzne
Rośnie naturalnie w Stanach Zjednoczonych (południowa część Arizony, Teksasu i Florydy), Meksyku, Gwatemali, Belize, Salwadorze, Hondurasie, Nikaragui, Kostaryce, Panamie, na Karaibach, w Kolumbii, Wenezueli, Gujanie, Surinamie, Gujanie Francuskiej, Brazylii (zaobserwowana we wszystkich stanach), Ekwadorze (także na wyspach Galapagos), Peru, Boliwii, Paragwaju, Urugwaju oraz północnej części Argentyny. Ponadto roślina ta jest uprawiana na Hawajach, Polinezji Francuskiej, Vanuatu, Nowej Kaledonii, Wyspach Salomona, w Papui-Nowej Gwinei, Australii, Azji Południowo-Wschodniej, południowej części Chin, na Tajwanie, Sri Lance, Malediwach, Seszelach, Madagaskarze Majotcie, Gabonie, Gwinei Równikowej, Kamerunie oraz w Afryce Zachodniej. 

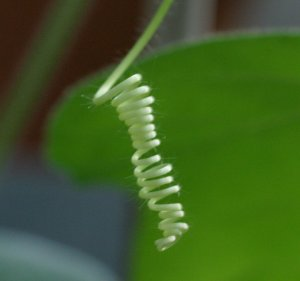
Młody pęd

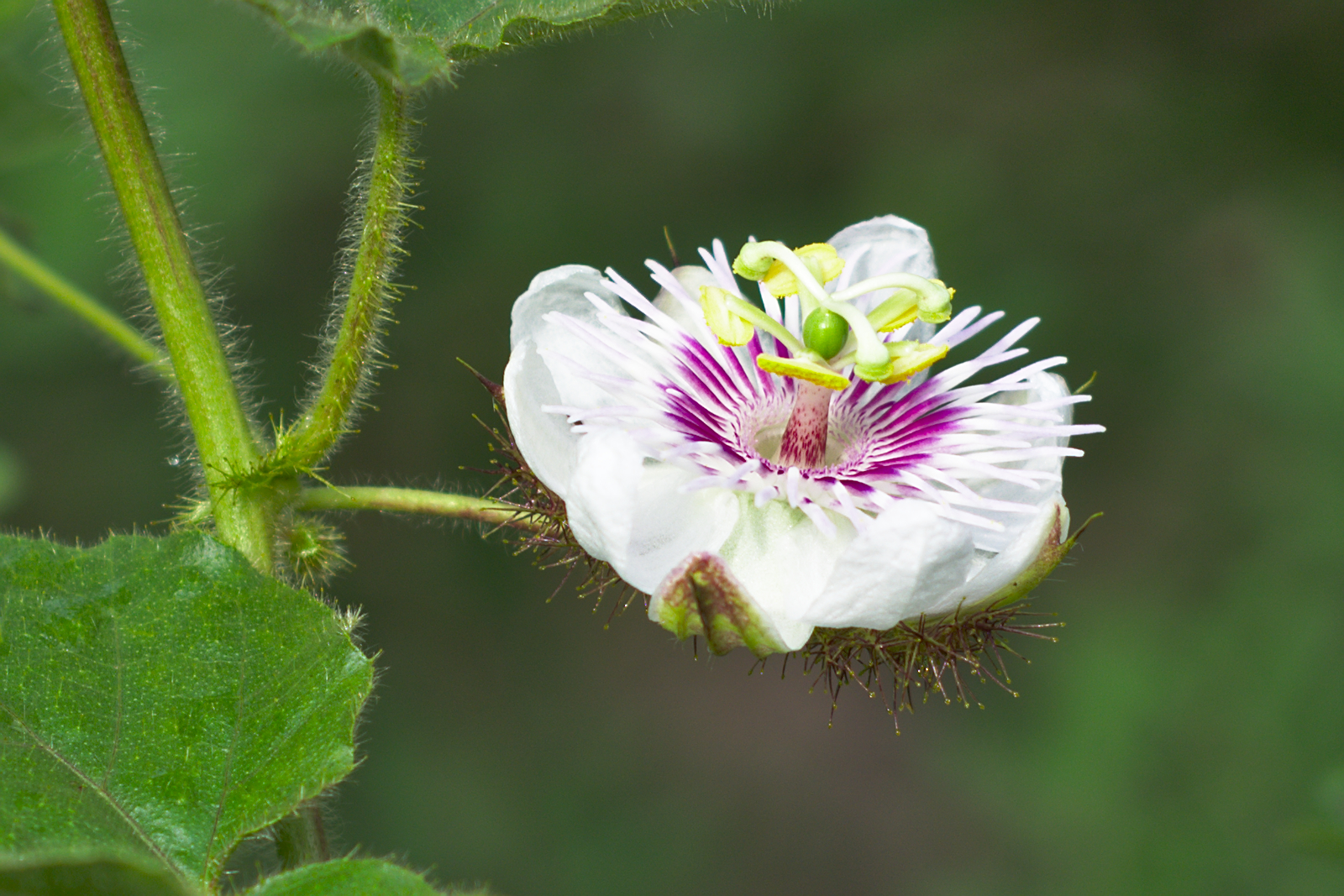
Kwiat

## Morfologia

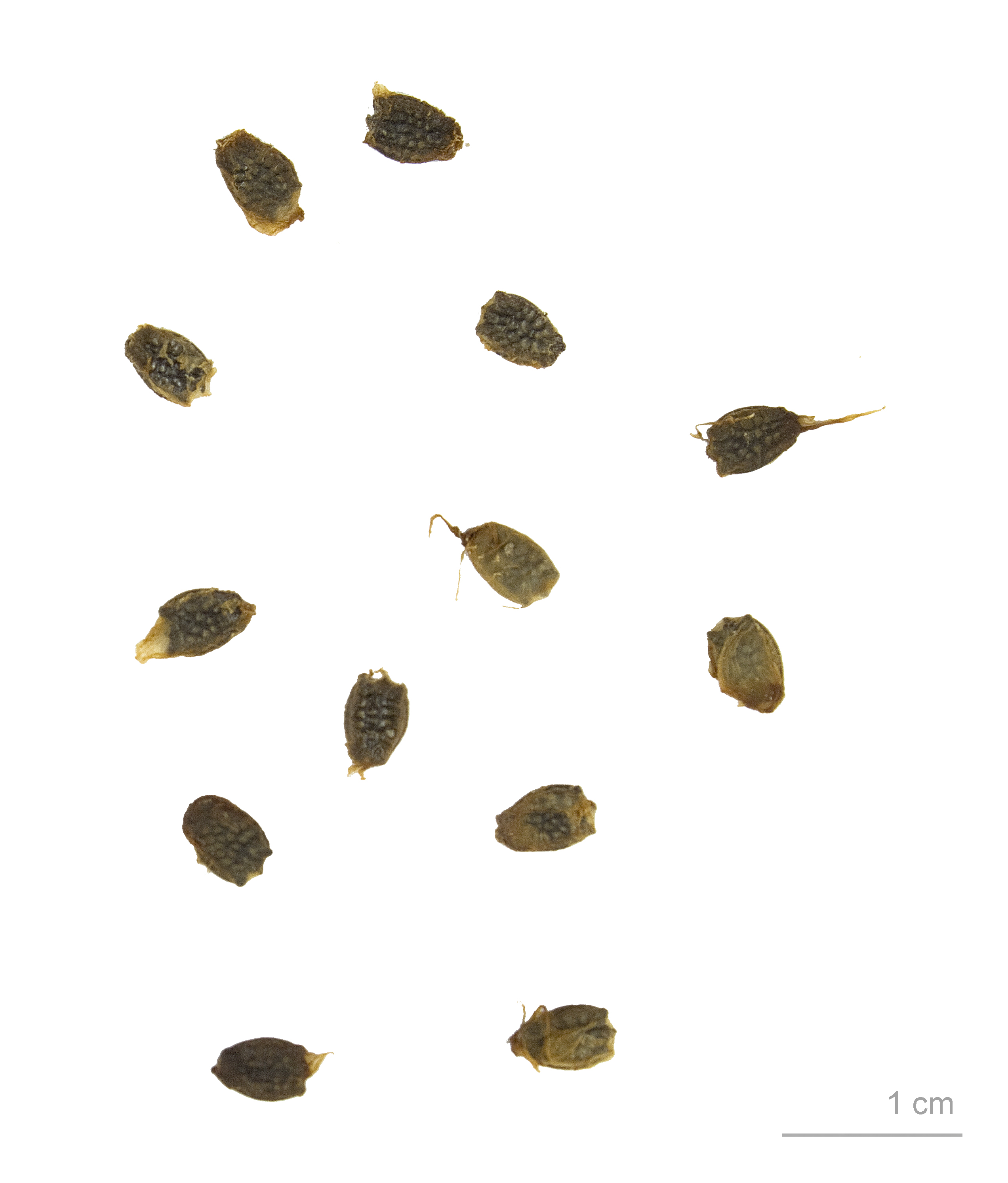
Nasiona

PokrójZielne, trwałe liany dorastające do 3 (–9) m wysokości.
Liście3- 5-klapowane, sercowate u podstawy. Mają 1,5–15 cm długości oraz 1,3–12 cm szerokości. Całobrzegie, z tępym lub ostrym wierzchołkiem. Ogonek liściowy jest owłosiony i ma długość 10–60 mm. Przylistki są skrzydlate.
KwiatyPojedyncze, mają 3–5 cm średnicy. Działki kielicha są podłużnie owalne. Płatki są w kształcie szpadelki lub prawie lancetowate. Przykoronek ułożony jest w 3–5 rzędach.
OwoceSą prawie kulistego kształtu. Mają 1,5–4,5 cm średnicy. Mają żółtą lub pomarańczową barwę. Są częściowo zamknięte przez trwałe, głęboko podzielone, lepkie podsadki.
Gatunki podobnePassiflora foetida może być mylona z gatunkami Passiflora suberosa i Passiflora subpeltata. Jednak można ją odróżnić od tych gatunków poprzez jej owłosione łodygi i liście, a także jej głęboko podzielone podsadki.

## Biologia i ekologia
Występuje na poboczach dróg, nieużytkach, w pobliżu cieków wodnych, w miejscach podmokłych, w gęstych lasach, na skraju lasu, polach uprawnych (między innymi trzciny cukrowej) oraz w okolicach nadmorskich.
Roślina jest tolerancyjna pod względem ekspozycji na światło słoneczne – może rosnąć zarówno w pełnym nasłonecznieniu jak i w pełnym cieniu.
Passiflora foetida jest schronieniem a także źródłem pokarmu dla motyli Agraulis vanillae, Heliconius charithonia, Euptoieta claudia oraz Dryas iulia.

## Zastosowanie
Roślina bywa uprawiana w celu przykrycia gleby, aby zapobiec wzrostowi chwastów. Owoce są jadalne. Ma również zastosowanie w medycynie niekonwencjonalnej.

## Zmienność
W obrębie tego gatunku wyróżniono 9 odmian:
- Passiflora foetida var. gossypiifolia (Desv. ex Ham.) Mast.
- Passiflora foetida var. hastata (Bertol.) Mast.
- Passiflora foetida var. hispida (DC. ex Triana & Planch.) Killip
- Passiflora foetida var. moritziana (Planch.) Killip
- Passiflora foetida var. muralis (Barb. Rodr.) Killip
- Passiflora foetida var. orinocensis (Killip) Feuillet
- Passiflora foetida var. polyadenia (Griseb.) Killip
- Passiflora foetida var. quinqueloba (Griseb.) Killip
- Passiflora foetida var. riparia (C. Wright ex Griseb.) Killip